# Maestro bizantino del Crucifijo de Pisa

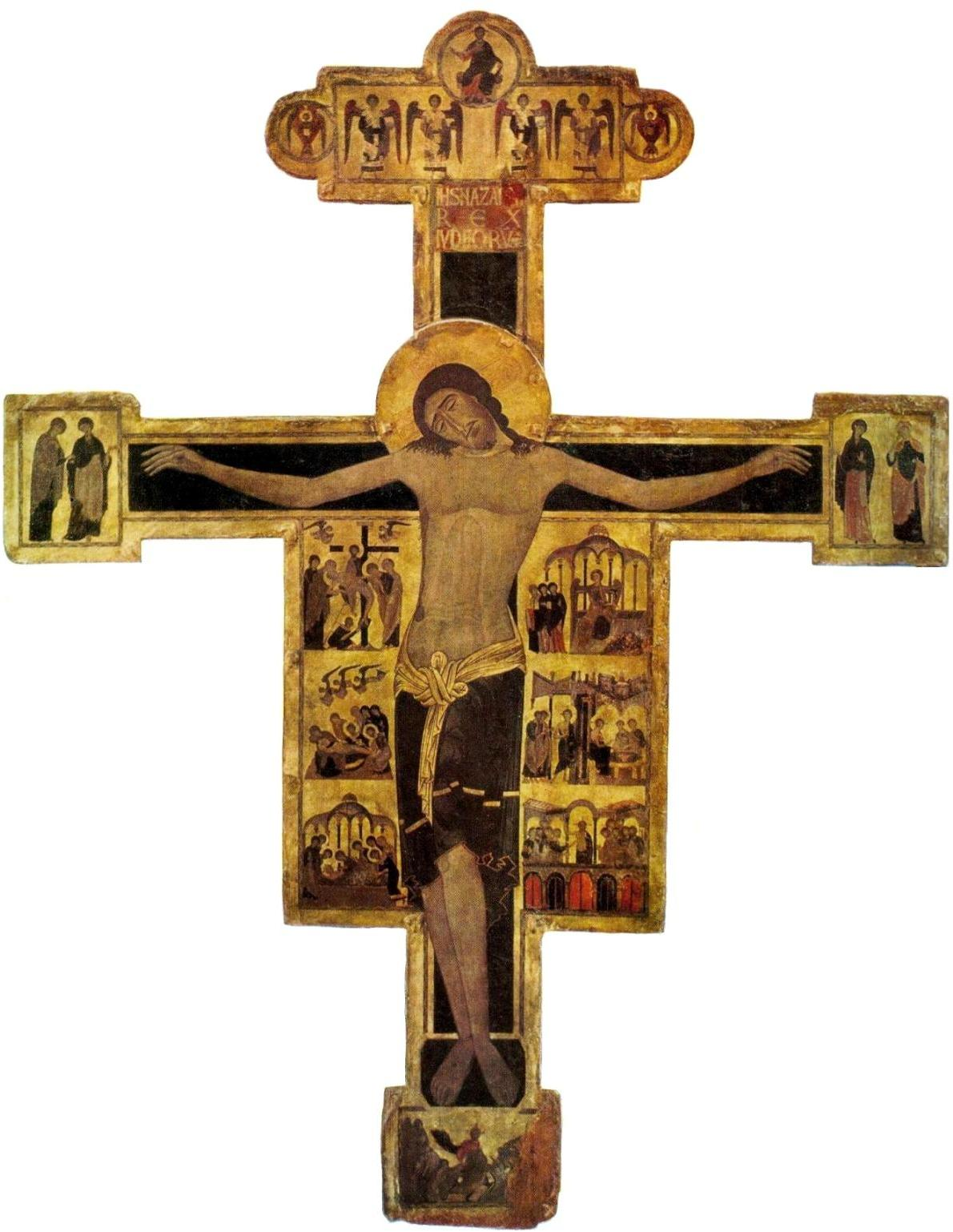
Crucifijo bizantino de Pisa. Primera mitad del.

El llamado Maestro bizantino del Crucifijo de Pisa es un artista anónimo griego que trabajó en Pisa durante la primera mitad del siglo XIII.

## Descripción
Su trabajo del mismo nombre es la pintura del Crucifijo sobre tabla de madera, conservado en el Museo nazionale di San Matteo en Pisa, fue construida originalmente en la primera década del siglo XIII. La importancia de la labor está vinculada con el brote en Italia de la iconografía del Christus patiens,  el sufrimiento de Cristo en la cruz o el Cristo muerto, con sus efectos patéticos y conmovedores, de acuerdo a la indicación devocional promovida por las órdenes mendicantes, que pronto fue sustituida por el tipo de Christus triumphans, representado vivo en la cruz con los ojos abiertos y con una actitud ajena a los sentimientos de dolor.
El Crucifijo de Pisa aparece con todos los elementos canónicos de tales representaciones, ya difundida en el área bizantina de las miniaturas: el Cristo tiene la cabeza reclinada hacia la derecha y los ojos cerrados, un chorro de sangre le sale de la herida en el costado. 
Al final de los brazos de la cruz están representados:
- En la parte de arriba el triunfo de Cristo entre ángeles
- Las dos tablas de los brazos, con los espectadores de la crucifixión,
- Tablero de los pies en la parte inferior.

Junto a la parte del cuerpo de Cristo están también representados entre dos recuadros alargados,  las escenas de la Pasión. El cuerpo de Cristo no tiene la forma tan pronunciada en arco, como en las cruces realizadas por Giunta Pisano y Cimabue. 